# Polycarpose Geevarghese
Polycarpose Mor Geevarghese (* 5. April 1933 in Mulanilkunnathil, Chennithala, Mavelikkara, Indien; † 6. März 2011 in Iritty, Kannur, Kerala, Indien) war ein indischer Geistlicher der Malankara Syrisch-Orthodoxen Kirche und Metropolit der Evangelical Association of the East (EAE) und St. Antony’s Mission (Mission Honnavar) in Damaskus.

## Leben
Geevarghese studierte an der Mangalore University und im Seminar in Malecruz Dayro, Puthencruz, Kerala. Er empfing die Diakonweihe 1956 und die Priesterweihe 1957. 1978 wurde er zum Corepiscopos geweiht und war für die Evangelical Association of the East (EAE) tätig. Am 27. Mai 1990 wurde er durch Seine Heiligkeit Ignatius Zakka I. Iwas zum Metropoliten der Evangelical Association of the East (EAE) von Damaskus geweiht. Er war Patron und Präsident der Evangelical Association of the East (EAE), der ersten Missionsvereinigung der syrisch-orthodoxen Kirche, unter der direkten Kontrolle des Patriarchen der Syrisch-Orthodoxen Kirche von Antiochien und des ganzen Ostens.
Polycarpose Mor Geevarghese wurde nach einer Trauerfeier in der jakobitischen syrischen St. Antony’s Orthodoxe Kathedrale in Jeppu, Mangalore, bestattet. Die Feier wurde geleitet von Aboon Mor Baselios Thomas I., dem amtierenden „Katholikos von Indien“ der Malankara Syrisch-Orthodoxen Kirche.